# الأدب الأيرلندي المبكر

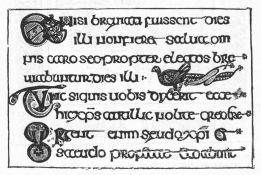

الأدب الأيرلندي هو أقدم أدب عامي في أوروبا الغربية. تُعتبر نقوش أوغام (بالإنكليزية: Ogham) التي يعود تاريخها إلى القرن الرابع أقدم الأمثلة الموجودة للغة الأيرلندية المكتوبة. لا يعود تاريخ المخطوطات الموجودة إلى ما قبل القرن الثامن الميلادي. كتب القديس باتريك اثنين من أعماله، كونفيسو ورسائل إلى كوروتيكوس (بالإنجليزية: Letters to Corticus) باللاتينية نحو القرن الخامس الميلادي، وحُفظت في كتاب آرماغ (بالإنجليزية: Book of Armagh).

## المؤلفون الأيرلنديون الأوائل
يُعتبر تاريخ دخول الثقافة أول مرة إلى أيرلندا غير واضح. أقدم الكتابات الأيرلندية هي مخطوطات، معظمها نصب تذكارية بسيطة، مكتوبة على حجر بالأبجدية الأوغامية، يعود تاريخ أقدمها إلى القرن الرابع الميلادي. بدأ استخدام الأبجدية اللاتينية بحلول عام 431، عندما سجل مؤرخ اللغة الغاليَّة القديس بروسبر أوف أكويتين (بالإنجليزية: Prosper of Aquitaine) أن القديس سلستين الأول أرسل بالاديوس ليكون أول أسقف للمؤمنين بالسيد المسيح في أيرلندا. يقول جيروم أن بيلاجيوس، وهو زنديق بريطاني مؤؤثر درَّس في روما في أوائل القرن الخامس الميلادي وما تزال توجد بقايا من كتاباته، ذو أصول أيرلندية. كان كوليوس سيديوليوس (بالإنجليزية: Coelius Sedulius)، وهو مؤلف كارمن باسكال (بالإنجليزية: Carmen Paschale) في القرن الخامس والذي كان يُدعى «فيرجل الشعر اللاهوتي»، أيرلنديًا أيضًا على الأرجح، ويطلق عليه الجغرافي الأيرلندي ديسويل (بالإنجليزية: Dicuil) الذي عاش في القرن التاسع عشر اسم نوستر سيديوليوس أو(«سيديوليوس الخاص بنا»)، ويُترجَم الاسم اللاتيني سيديوليوس عادًة ليصبح سيادال في الأيرلندية.
ما زال كتابان من كتب القديس باتريك موجودان حتى اليوم، وهما: كونفيسيو («إعلان»، وهي سيرة ذاتية مختصرة تهدف إلى توضيح نشاطاته في الكنيسة في بريطانيا) وإيبيستولا («ليتير»، الذي يدين أنشطة المهاجمة والاستعباد في أيرلندا من قبل الملك البريطاني كوروتيكوس). كُتب العملان باللغة اللاتينية نحو القرن الخامس الميلادي، وحُفظا في كتاب آرماغ، الذي يعود تاريخه إلى عام 812، إلى جانب العديد من المخطوطات التي ظهرت لاحقًا. من المعروف أن القديس كولومبا كان كاتبًا في القرن السادس الميلادي، ولكن لا يوجد سوى كتاب واحد فقط من الممكن أن يكون من تأليفه، وهو سفر المزامير الذي يُعرف باسم كاثاتش أو «كتاب المعارك»، وهو موجود حاليًا في الأكاديمية الملكية الأيرلندية. أحد الكتاب الأوائل المهمين باللغة اللاتينية هو كولومبانوس (543- 615)، وهو مبشر من لينستر أسس العديد من الأديرة في أوروبا القارية، ونجت على يده العديد من المواعظ، والخطابات، والقواعد الرهبانية، بالإضافة إلى الشعر المنسوب إليه والذي ما زال غير مؤكد حتى اليوم. يُعتبر دالان فورغيل أقدم كاتب يمكن التعرف عليه في اللغة الأيرلندية، وألف آمرا كولويم تشيلي، وهي مرثاة شعرية لكولوم تشيلي بعد فترة قصيرة من وفاته عام 597. كُتبت قصيدة آمرا بلغة أيرلندية قديمة غير مستخدَمة وغير مفهومة تمامًا، وتُحفَظ في نسخ مشروحة مفصَّلًا في مخطوطات من القرن الثاني عشر. بعد وقت قصير، في أوائل القرن السابع، كتب لوكريث موكو كيارا، وهو رجل من مقاطعة كري، قصائد تتضمن الأصول الأسطورية لسلالات مونستر الحاكمة، من بينها كونايلا ميدب ميكورو «العقود غير القانونية المفروضة لميدب» التي تحتوي على أقدم ذكر باق لشخصيات وأحداث من دورة أولستر.

## تفسيرات الأيرلندية القديمة
يعود تاريخ أقدم المخطوطات التي ما زالت موجودة حتى الآن والتي تحتوي على أمثلة عن اللغة الأيرلندية المكتوبة إلى القرن الثامن الميلادي. يتألف فهرس المحتويات الأيرلندية من تفسيرات مكتوبة بين السطور أو على هوامش الأعمال الدينية باللاتينية، معظمها محفوظ في الأديرة في سويسرا، وألمانيا، وفرنسا، وإيطاليا، إذ أخذها مبشرون أيرلنديون قدماء إلى هناك، وعندما لم تُفهَم، بالكاد كانت تتم استشارتهم على عكس نظرائهم في أيرلندا. وبالتالي، فهي مختلفة تمامًا عن المخطوطات ذات المحتوى اللغوي الأيرلندي المهم المحفوظة في أيرلندا، وأقدمها هو كتاب آرماغ (812). تُظهر التفسيرات القديمة، رغم أنها غير مثيرة للاهتمام كثيرًا من الناحية اللغوية، المعرفة الواسعة للمفسرين وتطورهم الاستثنائي في اللغة التي كتبوا بها، حتى في تلك الفترة القديمة. يقول كونو ماير أن لغتهم وأسلوبهم ذات مستوى رفيع بالمقارنة مع تفسيرات اللغة الألمانية العليا القديمة. يكتب قائلًا، «نجد هنا أسلوبًا نثريًا مُتَعَلَّمًا كامل الصياغة، يسمح بالتعبير عن أبسط أطياف الفكرة ببساطة وبشكل مثالي، ومن هذا علينا أن نستنتج أنه لا بد من وجود ثقافة طويلة سابقة (للغة) تعود إلى بداية القرن السادس». توجد التفسيرات في مخطوطات من فورتسبورغ، وسانت غالن، وكارلسروه، وميلانو، وتورينو، وبلدية القديس بول إم لافانتال، وأماكن أخرى. تُعتبر مخطوطتا ليبر هينورم وستو ميسال أقدم المخطوطات المكتوبة باللغة الأيرلندية بعد التفسيرات وبعد كتاب آرماغ. يعود تاريخها إلى ما بين 900 و1050.

## الأدب الوثني والنزعة العاطفية المسيحية
كان الجزء الأكبر من القصص وبعض القصائد القديمة مكتوبًا من قبل رهبان القرن السابع الميلادي، لكنه ينحدر من أصول، ومفاهيم، وأسلوب وثني بشكل أساسي. وعلى الرغم من ذلك، نادرًا ما توجد واحدة منها لا تظهر فيها بعض التلميحات المسيحية عن النعيم، أو الجحيم، أو الإله، أو بعض المواضيع الإنجيلية. يعود سبب ذلك على الأرجح إلى أنه عندما حلت المسيحية محل الوثنية، وفق تسوية ضمنية، سمح رجال الدين المتعاطفين للشعراء، والمنشدين، وممثلي العلم الوثني القديم بنشر قصصهم، وحكاياتهم، وقصائدهم، وسلالة أنسابهم، بعد إضافة طابع مسيحي إليها. يُعتبر الدمج بين المسيحية والوثنية في معظم الأعمال الرومنسية القديمة جديرًا بالاحترام، إذ يفصل التحليل العادي الجزئين. يتميز الأساس الوثني بشكل واضح عن الإضافات المسيحية. على سبيل المثال، نجد في الملحمة الوثنية المعروفة التي تُدعى تواثا دي دانان (بالأيرلندية: Tuatha De Danann) وصفًا للنعيم الوثني ويظهر بشكل أدبي على شكل تلميح محبوك بشكل جميل إلى سقوط آدم. كانت إيتن زوجة أحد التواثا دي دانان الذين كانوا آلهة. تولد من جديد على شكل إنسانة -يبدو أن الوثنيين الأيرلنديين كانوا يؤمنون بالتقمص- وتتزوج من ملك أيرلندا. بقي زوجها السابق من آلهة تواثا دي دانان يحبها، ويتبعها في حياتها كبشري أيضًا، ويحاول استعادتها عن طريق غناء وصف آسر للأرض المتوهجة غير المرئية التي يغريها بها. يصرخ قائلًا: « يا سيدتي اللطيفة، هلَّا أتيت معي إلى أرضنا العجيبة؟». يصف كيف «ينتشر اللون القرمزي لنبتة القمعية في كل أرجاء المكان، إنه جمال المكان الذي أحدثك عنه حيث لا يهرم الشباب مطلقًا، وتمر تيارات حلوة دافئة في كل البلاد...» إلخ. ثم أصبح الوصف الوثني الواضح لأرض الآلهة هذه مقبولًا عن طريق إضافة بيت شعري يخبرنا ببراعة أنه على الرغم من رؤية سكان هذا البلد المجيد للجميع، لم يرهم أحد، «...لأن سحابة خطأ آدم أخفتنا».